# Scoliocentra europaeus
Scoliocentra europaeus är en tvåvingeart som beskrevs av Papp och Woznica 1993. Scoliocentra europaeus ingår i släktet Scoliocentra och familjen myllflugor.
Artens utbredningsområde är Ungern. Inga underarter finns listade i Catalogue of Life.